# Campeonato Mundial de Ciclocross de 2019
O Campeonato Mundial de Ciclocross de 2019, septuagésima edição do Campeonato Mundial de Ciclocross, desenvolveram-se a 2 e 3 de fevereiro de 2019 em Bogense na Dinamarca.

## Organização
O Campeonato Mundial está organizados baixo a União Ciclista Internacional. É disputado num circuito inédito que tem lugar esta 70.º edição (idêntica àquele da 4.º edição da Copa do Mundo de Ciclocross de 2017-2018), e a segunda vez que a prova está organizada na Dinamarca, a última edição proveniente do 1998.
Os horários de carreira estão dados em hora local.
| Sábado 2 de fevereiro - 11h 00 : Juniores - 13h 00 : Homens Menos de 23 anos - 15h 00 : Mulheres Elites | Domingo 3 de fevereiro - 11h 00 : Mulheres Menos de 23 anos - 15h 00 : Homens Elites |

### Resultados Homens
| Provas           | Ouro                 | Prata          | Bronze          |
| ---------------- | -------------------- | -------------- | --------------- |
| Elites           | Mathieu van der Poel | Wout Van Aert  | Toon Aerts      |
| Menos de 23 anos | Tom Pidcock          | Eli Iserbyt    | Antoine Benoist |
| Juniors          | Ben Tullett          | Witse Meeussen | Ryan Cortjens   |

### Mulheres
| Provas           | Ouro                 | Prata           | Bronze                     |
| ---------------- | -------------------- | --------------- | -------------------------- |
| Elites           | Sanne Cant           | Lucinda Brand   | Marianne Vos               |
| Menos de 23 anos | Inge van der Heijden | Fleur Nagengast | Ceylin del Carmen Alvarado |

## Classificações

### Carreira masculina
| Pos                              | Ciclista               | País          | Tempo          |
| -------------------------------- | ---------------------- | ------------- | -------------- |
|                                  | Mathieu van der Poel   | Países Baixos | 1 h 9 min 20 s |
| Medalha de prata, Copa do Mundo  | Wout Van Aert          | Bélgica       | +16 s          |
| Medalha de bronze, Copa do Mundo | Toon Aerts             | Bélgica       | +25 s          |
| 4.                               | Michael Vanthourenhout | Bélgica       | +50 s          |
| 5.                               | Laurens Sweeck         | Bélgica       | +1 min 1 s     |
| 6.                               | Lars van der Haar      | Países Baixos | +1 min 10 s    |
| 7.                               | Quinten Hermans        | Bélgica       | +1 min 24 s    |
| 8.                               | Marcel Meisen          | Alemanha      | +1 min 29 s    |
| 9.                               | Jens Adams             | Bélgica       | +1 min 31 s    |
| 10.                              | Gianni Vermeersch      | Bélgica       | +1 min 33 s    |

### Carreira masculina de menos de 23 anos
| Pos                              | Ciclista         | País          | Tempo       |
| -------------------------------- | ---------------- | ------------- | ----------- |
|                                  | Thomas Pidcock   | Reino Unido   | 47 min 42 s |
| Medalha de prata, Copa do Mundo  | Eli Iserbyt      | Bélgica       | +15 s       |
| Medalha de bronze, Copa do Mundo | Antoine Benoist  | França        | +23 s       |
| 4.                               | Tomáš Kopecký    | Chéquia       | +31 s       |
| 5.                               | Jakob Dorigoni   | Itália        | +35 s       |
| 6.                               | Ben Turner       | Reino Unido   | +38 s       |
| 7.                               | Ryan Kamp        | Países Baixos | +46 s       |
| 8.                               | Loris Rouiller   | Suíça         | +56 s       |
| 9.                               | Thomas Mein      | Reino Unido   | +1 min 7 s  |
| 10.                              | Niels Vandeputte | Bélgica       | +1 min 22 s |

### Carreira masculina de juniores
| Pos                              | Ciclista        | País          | Tempo       |
| -------------------------------- | --------------- | ------------- | ----------- |
|                                  | Ben Tulett      | Reino Unido   | 42 min 29 s |
| Medalha de prata, Copa do Mundo  | Witse Meeussen  | Bélgica       | +20 s       |
| Medalha de bronze, Copa do Mundo | Ryan Cortjens   | Bélgica       | +27 s       |
| 4.                               | Thibau Nys      | Bélgica       | +42 s       |
| 5.                               | Pim Ronhaar     | Países Baixos | +46 s       |
| 6.                               | Tom Lindner     | Alemanha      | +47 s       |
| 7.                               | Carlos Canal    | Espanha       | +48 s       |
| 8.                               | Lennert Belmans | Bélgica       | +52 s       |
| 9.                               | Jakub Toupalik  | Chéquia       | +56 s       |
| 10.                              | Théo Thomas     | França        | +1 min 2 s  |

### Carreira feminina
| Pos                              | Ciclista        | País           | Tempo       |
| -------------------------------- | --------------- | -------------- | ----------- |
|                                  | Sanne Cant      | Bélgica        | 47 min 53 s |
| Medalha de prata, Copa do Mundo  | Lucinda Brand   | Países Baixos  | +9 s        |
| Medalha de bronze, Copa do Mundo | Marianne Vos    | Países Baixos  | +15 s       |
| 4.                               | Denise Betsema  | Países Baixos  | +25 s       |
| 5.                               | Annemarie Worst | Países Baixos  | +34 s       |
| 6.                               | Jolanda Neff    | Suíça          | +1 min 16 s |
| 7.                               | Kaitlin Keough  | Estados Unidos | +1 min 21 s |
| 8.                               | Nikki Brammeier | Reino Unido    | +1 min 37 s |
| 9.                               | Sophie de Boer  | Países Baixos  | +1 min 59 s |
| 10.                              | Ellen Van Loy   | Bélgica        | +2 min 5 s  |

### Carreira feminina de menos de 23 anos
| Pos                              | Ciclista                  | País           | Tempo      |
| -------------------------------- | ------------------------- | -------------- | ---------- |
|                                  | Inge van der Heijden      | Países Baixos  | 42 min 9 s |
| Medalha de prata, Copa do Mundo  | Flor Nagengast            | Países Baixos  | +3 s       |
| Medalha de bronze, Copa do Mundo | Ceylin do Carmen Alvarado | Países Baixos  | +8 s       |
| 4.                               | Silvia Persico            | Itália         | +9 s       |
| 5.                               | Anna Kay                  | Reino Unido    | +9 s       |
| 6.                               | Puck Pieterse             | Países Baixos  | +9 s       |
| 7.                               | Katie Clouse              | Estados Unidos | +17 s      |
| 8.                               | Nicole Koller             | Suíça          | +17 s      |
| 9.                               | Marion Norbert-Riberolle  | França         | +21 s      |
| 10.                              | Clara Honsinger           | Estados Unidos | +22 s      |

## Quadro das medalhas
| Ordem | País          | Medalha de ouro | Medalha de prata | Medalha de bronze | Total |
| ----- | ------------- | --------------- | ---------------- | ----------------- | ----- |
| 1     | Países Baixos | 2               | 2                | 2                 | 6     |
| 2     | Reino Unido   | 2               | 0                | 0                 | 2     |
| 3     | Bélgica       | 1               | 3                | 2                 | 6     |
| 4     | França        | 0               | 0                | 1                 | 1     |
| Total | Total         | 5               | 5                | 5                 | 15    |